# California Breed (альбом)
California Breed (с англ. — «Калифорнийская порода») — дебютный одноимённый альбом американской хард-рок группы California Breed. Альбом был спродюсирован Дэйвом Коббом и выпущен на Frontiers Records в мае 2014 г.

## Создание
Хьюз познакомился с Эндрю Уоттом в Нью-Йорке через общего знакомого — музыканта Джулиана Леннона. Через несколько дней, дома у Хьюза, они вдвоём написали две песни — «Chemical Rain» и «Solo»; вскоре после этого Гленн предложил Джейсону Бонэму завершить формирование трио в духе классических Cream или Хендрикса.
На протяжении конца 2013 года группа записала 12 песен для своего дебютного альбома, авторами всех из которых являются все три члена группы. 6 февраля 2014 года было сделано объявление о создании California Breed. Первым синглом группы стала песня «Midnight Oil».
"Чтобы приблизиться к винтажному звучанию, в студии мы использовали аналоговые технологии далёких 70-х и записывались на двухдюймовую магнитную ленту. За более чем 40 лет своей карьеры, я впервые спел весь альбом с начала до конца вживую без наложений. Продюсер и владелец студии - Дейв Кобб (известный по работе с группой Rival Sons) предложил сначала записать партии гитары и барабанов, а меня попросил напеть им слова песен по ходу дела. Затем я наложил партию своей бас гитары и был готов вчистую записать вокал. Но продюсер сказал, что петь больше не надо - дубли с гитарой и барабанами получились великолепными. Всё исполнялось вживую и каждую песню записали дважды".
.

### Стиль
Хьюз охарактеризовал стиль группы как «истинный рок», описывая его как смесь между традиционными и современными элементами жанра. Уотт определяет стиль группы как близкий к The Who, The Rolling Stones и Led Zeppelin, которые повлиявли на его, в то время как Бонэм сравнил молодого гитариста с Джими Хендриксом. Дебютный альбом группы был написан в равной степени тремя участниками, и был описан как смесь между «классическими рок-элементами Black Country Communion — громкими, сочными риффами и раздирающим сердце вокалом и блеском 21-го века».

## Отзывы
Согласно обзору Allmusic, звук в альбоме — хард-рок, основанный на блюзе, — вдохновлён такими гигантами как Led Zeppelin, AC/DC, Whitesnake, Alice in Chains, и California Breed скомбинировала эти стили в собственной манере, с доминирующими ударными и вокалом. Особо было отмечено взаимодействие между басовыми партиями Хьюза и широко задействованной гитарой Уотта, который исполняет «тонны» соло, но они коротки и сфокусированы.
Портал Angry Metal Guy описал California Breed «взмокшим, скользким, подлинно рок-н-ролльным альбомом», несколько в этом смысле превзошедшим релизы «Black Country Communion». Голос Хьюза «силён как никогда, включая его сверхъестественную способность звучать как темнокожая женщина из 70-х»; его басовые партии, растущие из фанка и соул, придают кач даже тяжелейшим номерам. Молодой Уотт, ещё не имеющий апломба и ярко выраженного стиля, демонстрирует сноровку заполнять композиции пропитанными психоделией гитарными тонами. Джейсон Бонэм играет в манере своего отца и «делает это хорошо».

## Список композиций
Слова и музыка всех песен — Гленна Хьюза, Эндрю Уотта и Джейсона Бонэма.
| №                   | Название            | Длительность |
| ------------------- | ------------------- | ------------ |
| 1.                  | «The Way»           | 3:54         |
| 2.                  | «Sweet Tea»         | 3:52         |
| 3.                  | «Chemical Rain»     | 4:38         |
| 4.                  | «Midnight Oil»      | 4:45         |
| 5.                  | «All Falls Down»    | 5:07         |
| 6.                  | «The Grey»          | 3:55         |
| 7.                  | «Days They Come»    | 4:17         |
| 8.                  | «Spit You Out»      | 3:38         |
| 9.                  | «Strong»            | 4:26         |
| 10.                 | «Invisible»         | 4:44         |
| 11.                 | «Scars»             | 4:10         |
| 12.                 | «Breathe»           | 4:17         |
| Общая длительность: | Общая длительность: | 51:43        |

| №                   | Название            | Длительность |
| ------------------- | ------------------- | ------------ |
| 13.                 | «Solo»              | 4:48         |
| Общая длительность: | Общая длительность: | 56:31        |

| №                   | Название                         | Длительность |
| ------------------- | -------------------------------- | ------------ |
| 1.                  | «The Way» (музыкальное видео)    | 4:05         |
| 2.                  | «Sweet Tea» (музыкальное видео)  | 3:54         |
| 3.                  | «The Making of California Breed» | 23:31        |
| Общая длительность: | Общая длительность:              | 31:30        |

| №   | Название                        | Длительность |
| --- | ------------------------------- | ------------ |
| 13. | «Breathe» (акустическая версия) |              |

## Видеоклипы
| Год  | Название       |
| ---- | -------------- |
| 2014 | «The Way»      |
| 2014 | «Sweet Tea»    |
| 2014 | «Midnight Oil» |

## Состав
| California Breed - Гленн Хьюз — вокал, бас-гитара - Джейсон Бонэм — ударные - Эндрю Уотт — гитара, вокал Дополнительные музыканты - Дэйв Кобб — продюсер, перкуссия - Май Вебб — клавишные - Кристен Роджерс — бэк-вокал - Джулиан Леннон — дополнительный вокал в композиции «Breathe» | Технический персонал - Марк Петацциа — звукорежиссёр - Ванс Поуэлл — микширование - Эдди Спир — помощь при микшировании - Пит Лаймон — мастеринг Художественный персонал - Остин Вайнер — арт-директор, фотографии - The Charles — графический дизайн |

## Позиции в чартах
| Чарт                 | Позиция |
| -------------------- | ------- |
| Dutch Albums Chart   | 93      |
| UK Albums Chart      | 26      |
| UK Rock Albums Chart | 1       |

## Релизы
| Регион           | Дата        | Лейбл             | Формат | Ссылка |
| ---------------- | ----------- | ----------------- | ------ | ------ |
| Европа           | 19 мая 2014 | Frontiers Records | CD     | [ 4 ]  |
| Европа           | 19 мая 2014 | Frontiers Records | CD/DVD | [ 4 ]  |
| Северная Америка | 20 мая 2014 | Frontiers Records | CD     | [ 5 ]  |
| Северная Америка | 20 мая 2014 | Frontiers Records | CD/DVD | [ 5 ]  |